# 3T
3T는 마이클 잭슨의 조카들이 결성한 미국의 팝 음악 그룹이다.